# Riedelia macranthoides
Riedelia macranthoides är en enhjärtbladig växtart som beskrevs av Theodoric Valeton. Riedelia macranthoides ingår i släktet Riedelia och familjen Zingiberaceae. Inga underarter finns listade i Catalogue of Life.